# منتخب أوكرانيا لهوكي الحقل للسيدات
منتخب أوكرانيا لهوكي الحقل للسيدات هو ممثل أوكرانيا الرسمي في المنافسات الدولية في هوكي الحقل للسيدات
.